# Wojciech Tracewski

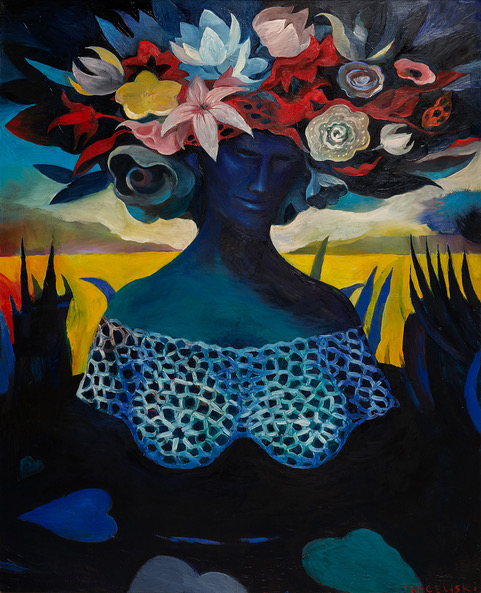

Wojciech Wit Tracewski (ur. 20 lutego 1962 w Warszawie) – polski malarz. 

## Życiorys
Wojciech Tracewski studiował na Wydziale Malarstwa Akademii Sztuk Pięknych w Warszawie w latach 1981–1986. Uzyskał dyplom w pracowni profesora Tadeusza Dominika. Od 1983 roku wystawia swoje obrazy w różnych krajach Europy; jego prace należą do kilku prywatnych i oficjalnych kolekcji dzieł sztuki współczesnej.
Malarstwo Wojciecha Tracewskiego zaliczyć można do kierunku w sztuce zwanego Nową Ekspresją lub transawangardą, zapoczątkowanego w latach 80. XX w., który swoje apogeum osiągnął w Polsce w latach 1986–1987. Chociaż twórcy reprezentujący ten nurt zostali odizolowani od oficjalnego obiegu sztuki z powodu trudnych warunków społeczno-politycznych i wprowadzenia stanu wojennego, już od początku lat 80. wystawiali swoje prace. Jedną z najważniejszych prezentacji polskiej sztuki współczesnej tego okresu była zorganizowana przez Andrzeja Bonarskiego w dawnych zakładach Norblina wystawa „Co Słychać”. Poza Wojciechem Tracewskim i Zbigniewem Maciejem Dowgiałło brali w niej między innymi udział tacy artyści jak: Mirosław Bałka, Grzegorz Klaman, Zbigniew Libera, Jerzy Truszkowski, Włodzimierz Pawlak, Jarosław Modzelewski, Ryszard Woźniak, Ryszard Grzyb, Marek Sobczyk, Leon Tarasewicz i Szymon Urbański.

## Wystawy indywidualne (ze Zbigniewem Maciejem Dowgiałło)
Źródło: 
- 1983 – Akademia Sztuk Pięknych w Warszawie, Galeria „Brama” w Warszawie.
- 1984 – Biuro Wystaw Artystycznych w Lublinie, Klub „Remont” w Warszawie
- 1986 – Klub „Stodoła” w Warszawie, Pawilon Stowarzyszenia Architektów Polskich w Warszawie
- 1987 – Galeria „Wielka” w Poznaniu

## Wystawy zbiorowe
Źródło:
- 1984 – Biuro Wystaw Artystycznych w Zielonej Górze
- 1985 – Katolicki Uniwersytet Lubelski w Lublinie, Klub „Stodoła” w Warszawie
- 1986 – Kunststation Kleinsassen w Kleinsassen w Niemczech , Biuro Wystaw Artystycznych w Sopocie, Galeria „Novelles Images” w Hadze w Holandii
- 1987 – Galeria „EL” w Elblągu, Zakłady Norblina w Warszawie
- 1988 – Pawilon Związku Architektów Polskich w Warszawie
- 2008 – Biuro Wystaw Artystycznych w Wałbrzychu, Muzeum Narodowe w Szczecinie, Galeria „Wozownia” w Toruniu, Galeria „Arsenał” w Poznaniu, Centrum Sztuki Współczesnej „Łaźnia” w Gdańsku
- 2009 – Biuro Wystaw Artystycznych w Katowicach
- 2010 – Centrum Sztuki Współczesnej „Ostrale” w Dreźnie w Niemczech
- 2020 – Buddyjski Ośrodek Kultury w Maastricht w Holandii
- 2021 – Państwowa Galeria Sztuki w Sopocie

## Prace w kolekcjachsztuki współczesnej
Źródło: 
- Muzeum Sztuki Współczesnej w Łodzi
- Muzeum Akademii Sztuk Pięknych w Warszawie
- Biuro Wystaw Artystycznych w Lublinie
- Muzeum Sztuki Współczesnej w Bydgoszczy
- Obrazy Wojciecha Tracewskiego należą również do kolekcji prywatnych w Polsce, Niemczech, Szwecji, Francji i USA.